# جون باور (مخرج)
جون باور (بالإنجليزية: John Power)‏ هو صحفي ومخرج أسترالي، ولد في 20 نوفمبر 1930 في مايتلاند في أستراليا، وتوفي في فبراير 2016 في Woollahra ‏ في أستراليا.

## وصلات خارجية
- جون باور على موقع IMDb (الإنجليزية)
- جون باور على موقع ألو سيني (الفرنسية)
- جون باور على موقع أول موفي (الإنجليزية)
- جون باور على موقع قاعدة بيانات الأفلام السويدية (السويدية)
- جون باور على موقع قاعدة بيانات الفيلم (الإنجليزية)
- جون باور على موقع كينوبويسك (الروسية)